# Biblioteca Pública de Houston

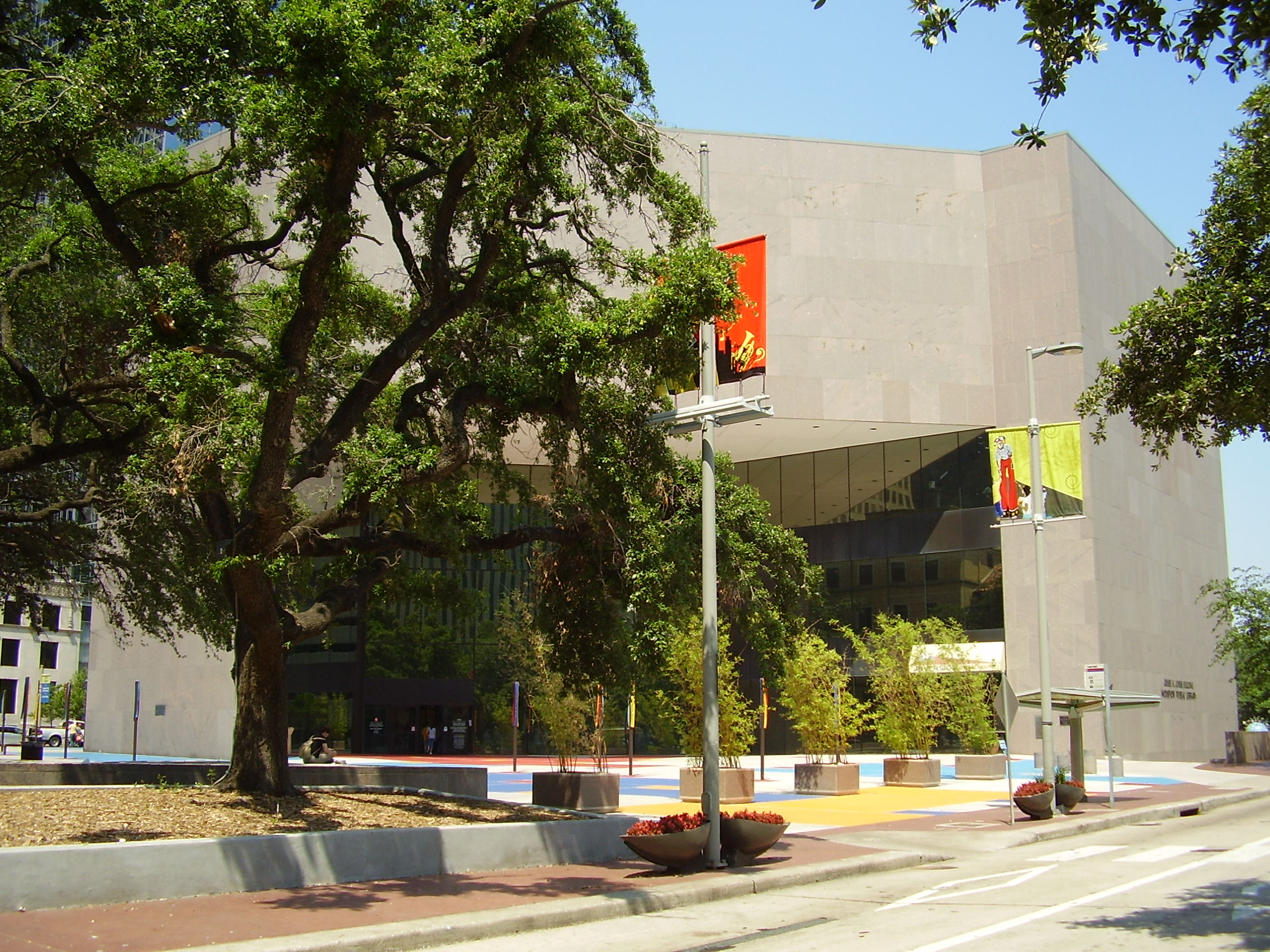
Edificio Jesse H. Jones de la Biblioteca Central.

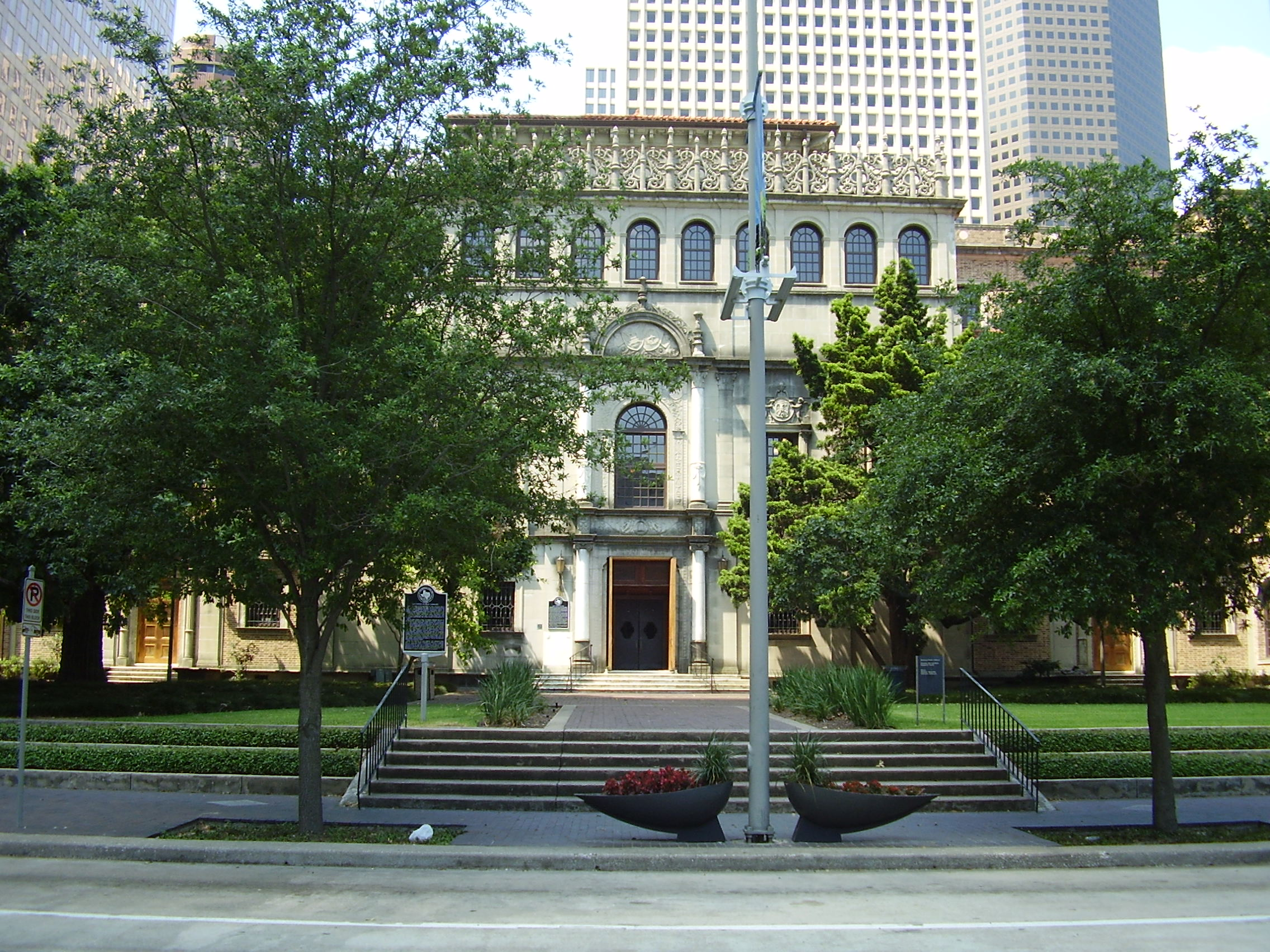
Edificio Julia Ideson de la Biblioteca Central.

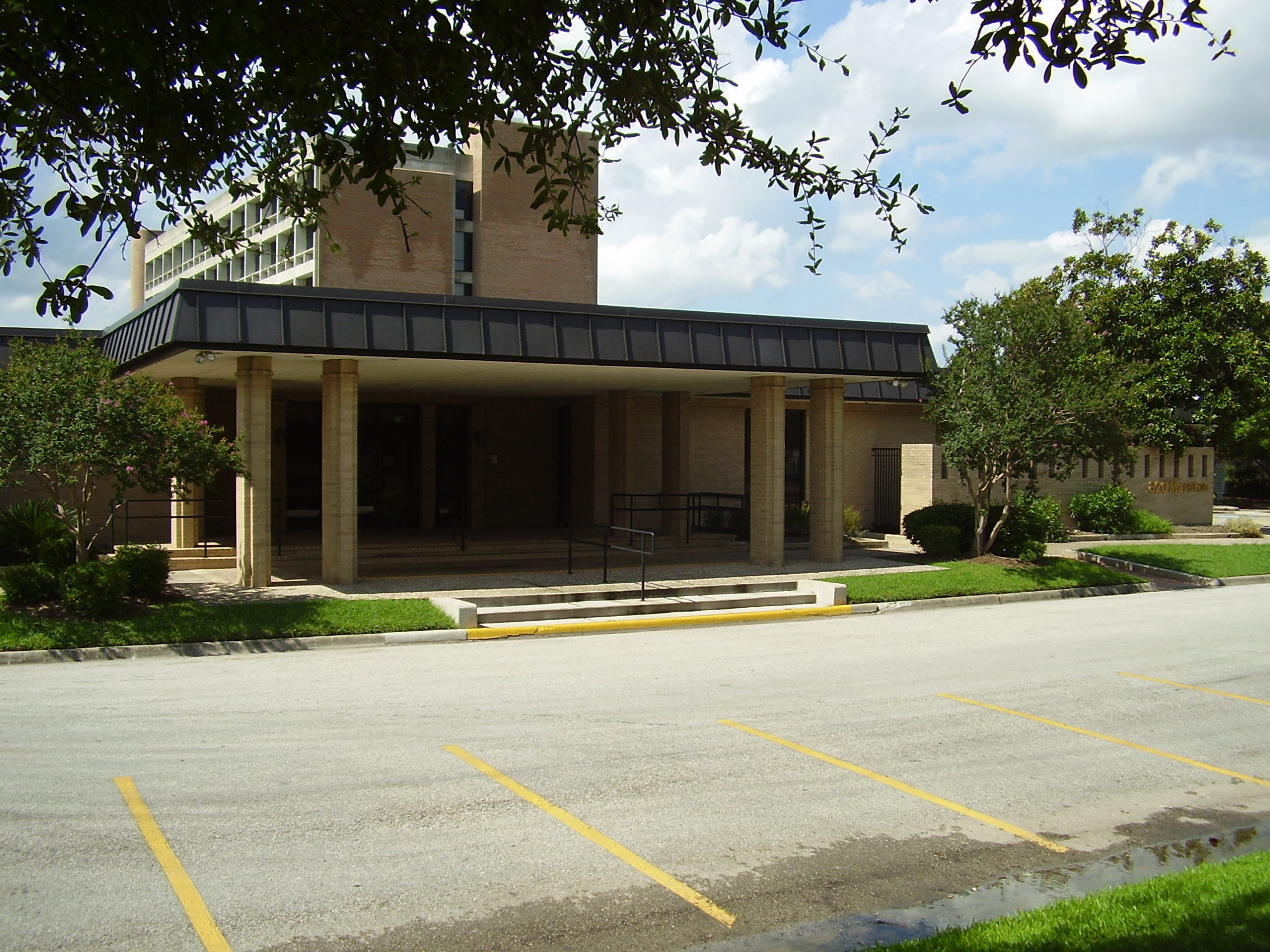
Edificio Marston, la sede de la HPL

Biblioteca Pública de Houston (idioma inglés: Houston Public Library, HPL) es el sistema de los bibliotecas en Houston, Texas, Estados Unidos. El sistema tiene una biblioteca central y muchos bibliotecas. La "Power Card" es la tarjeta de los bibliotecas. HPL tiene su sede en el Edificio Marston, Neartown Houston. Rhea Brown Lawson es la directora del departamento.

## Bibliotecas
- Biblioteca Sucursal Acres Homes
- Biblioteca Sucursal J. S. Bracewell
- Biblioteca Sucursal Carnegie
- Biblioteca Sucursal Regional Everett Collier
- Biblioteca Sucursal Amanda E. Dixon
- Biblioteca Sucursal Fifth Ward
- Biblioteca Sucursal Patricio Flores
- Biblioteca Sucursal Morris Frank
- Biblioteca Sucursal Eleanor K. Freed-Montrose
- Biblioteca Sucursal Heights
- Biblioteca Sucursal Regional David M. Henington-Alief
- Biblioteca Sucursal Arnold L. Hillendahl
- Biblioteca Sucursal W. L. D. Johnson
- Biblioteca Sucursal J. Frank Jungman
- Biblioteca Sucursal Belle Sherman Kendall
- Biblioteca Sucursal Lakewood
- Biblioteca Sucursal Adele Briscoe Looscan
- Biblioteca Sucursal Frank O. Mancuso
- Biblioteca Sucursal Eva Alice McCrane-Kashmere Gardens
- Biblioteca Sucursal Regional John P. McGovern-Stella Link
- Biblioteca Sucursal Lucile Y. Melcher
- Biblioteca Sucursal George B. Meyer
- Biblioteca Sucursal Nettie Moody
- Biblioteca Sucursal Oak Forest
- Biblioteca Sucursal Regional Park Place
- Biblioteca Sucursal Pleasantville
- Biblioteca Sucursal Elizabeth L. Ring
- Biblioteca Sucursal Judson W. Robinson-Westchase
- Biblioteca Sucursal Regional Scenic Woods
- Biblioteca Sucursal Lonnie E. Smith
- Biblioteca Sucursal Nena Stanaker
- Biblioteca Sucursal Sherman E. Stimley-Blue Ridge
- Biblioteca Sucursal Cliff Tuttle
- Biblioteca Sucursal William A. Vinson
- Biblioteca Sucursal M. E. Walter
- Biblioteca Sucursal Alice McKean Young Neighborhood Library
- Biblioteca HPL Express Southwest
- Biblioteca Central HPL Express Downtown - Discovery Green
- Biblioteca de Recursos para Padres en The Children's Museum of Houston
- Biblioteca Clayton Centro de Investigaciones Genealógicas
- The African American Library at the Gregory School